# ABC (песня)
«ABC» — песня американской группы Jackson 5. Была на 1-м месте в США в 1970 году.
Песня «ABC» в исполнении группы Jackson Five вместе с «I Want You Back» входит в составленный Залом славы рок-н-ролла список 500 Songs That Shaped Rock and Roll.
В 2015 году американский Billboard поместил «ABC» на 9-е место в своём списке Michael Jackson’s Top 50 Billboard Hits.
Кроме того, в 2017 году сингл с этой песней в исполнении группы The Jackson 5 (1970 год) был принят в Зал славы премии «Грэмми».

## Позиции в хит-парадах
Еженедельные чарты:
| Чарт (1970—1971, 2009)                    | Наив. поз. |
| ----------------------------------------- | ---------- |
| Бельгия (Фландрия)                        | 24         |
| Великобритания (UK Singles Chart)         | 8          |
| США (Billboard Hot 100)                   | 1          |
| Чарт (2009)                               | Наив. поз. |
| Австралия (Australian ARIA Singles Chart) | 43         |
| Ирландия (Irish Singles Chart)            | 38         |
| Великобритания (UK Singles Chart)         | 50         |

Годовые чарты:
| Хит-парад (1970)                 | Позиция |
| -------------------------------- | ------- |
| Канада (RPM Year-End)            | 50      |
| США (Billboard Hot 100 Singles)  | 15      |
| США (Billboard Soul Singles)     | 18      |
| США (Cashbox Top 100 Chart Hits) | 2       |